# Marianín
Mariano Arias Chamorro (Fabero, León, España, 18 de mayo de 1946), conocido como Marianín, es un exfutbolista español. Fue Pichichi de Primera División en 1973 con el Real Oviedo.   

## Trayectoria
Marianín se inició en el equipo local de su pueblo, el Deportivo Fabero. La temporada 1966/67 jugó en Tercera División con el Atlético Bembibre. El año siguiente fichó por la Cultural Leonesa. En la temporada 1970/71 fue el máximo goleador de todas las categorías nacionales con 36 goles, que sirvieron a la Cultural para ascender a Segunda División. 
En 1972 fichó por el Real Oviedo, que acababa de ascender a Primera División. Debutó en la máxima categoría el 2 de septiembre de 1972, en un partido contra Las Palmas donde marcó un gol. Esa temporada anotó 18 tantos más, y con un total de 19 dianas se convirtió en el Pichichi de la temporada 1972/73. Su buena forma le llevó a debutar con la selección española.
En el Real Oviedo jugó cuatro temporadas más, dos en Primera División y dos en Segunda División. Las lesiones marcaron sus últimas campañas en el equipo ovetense y le impidieron jugar regularmente. Ello le llevó a abandonar Oviedo en 1977 para regresar a la Cultural y Deportiva Leonesa, que jugaba en Segunda División B. Un año después puso fin a su carrera en el equipo de su pueblo natal, el Club Deportivo Fabero.

### Selección nacional
Con la selección española jugó un único encuentro, un amistoso contra Turquía disputado en Estambul el 17 de octubre de 1973. El partido acabó 0-4 con triplete de Marianín y Marianín salió en la segunda parte substituyendo a Clares.

## Clubes
| Club                         | País   | Año       |
| ---------------------------- | ------ | --------- |
| Club Deportivo Fabero        | España | 1961-1965 |
| Atlético Bembibre            | España | 1966-1967 |
| Cultural y Deportiva Leonesa | España | 1967-1972 |
| Real Oviedo                  | España | 1972-1977 |
| Cultural y Deportiva Leonesa | España | 1977-1978 |
| Club Deportivo Fabero        | España | 1978-1979 |

## Palmarés

### Distinciones individuales
| Distinción      | Año  |
| --------------- | ---- |
| Trofeo Pichichi | 1973 |

## Filmografía
- Documental TVE (25-02-2016), «Conexión Vintage - Marianín, "el jabalí del Bierzo"» en rtve.es[3]